# مدينة قديمة

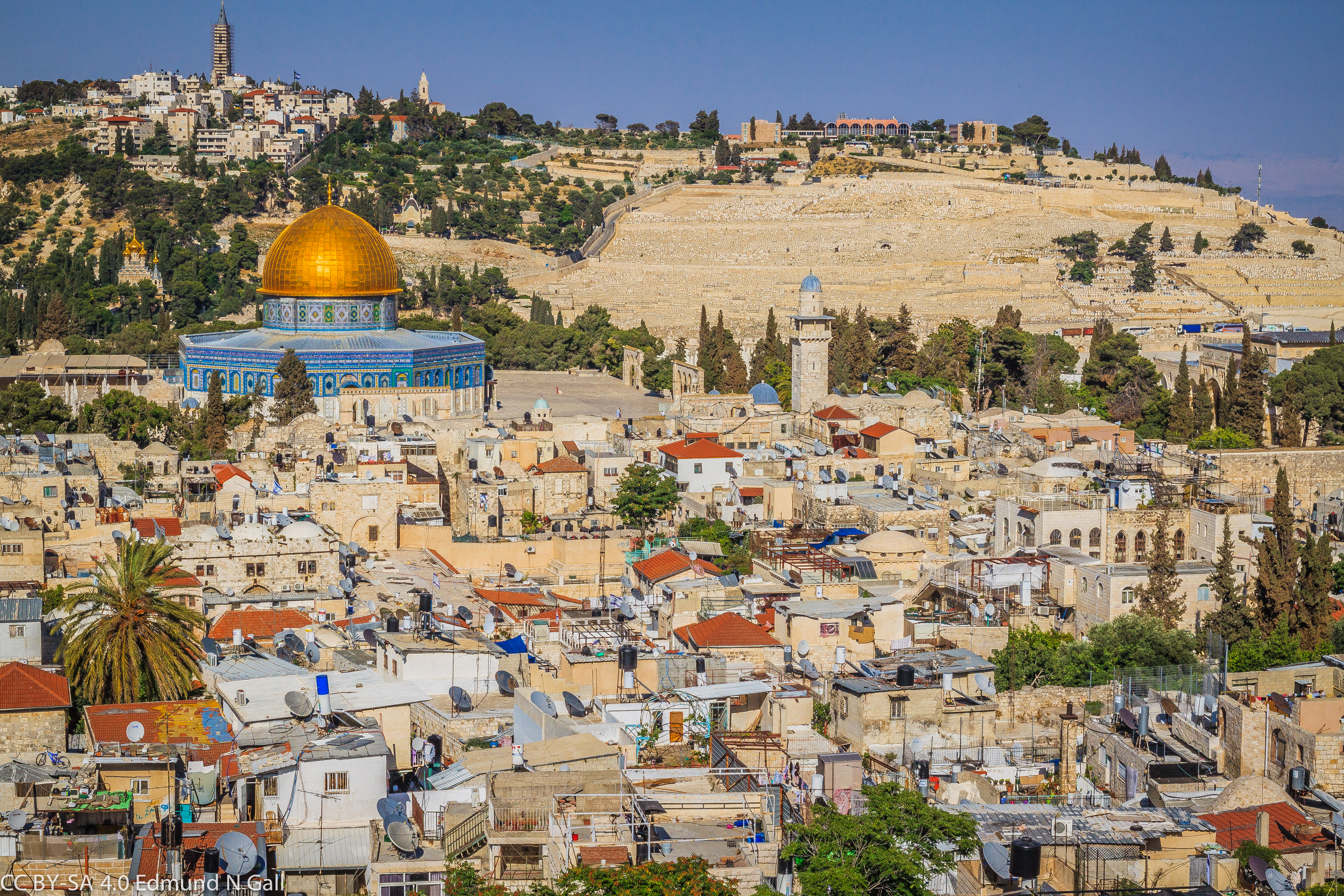
البلدة القديمة في القدس في الضفة الغربية

المدينة القديمة أو المدينة العتيقة في مدينة أو بلدة هي جوهرها التاريخي أو الأصلي. على الرغم من أن المدينة عادة ما تكون أكبر في شكلها الحالي ، إلا أن العديد من المدن أعادت تصميم هذا الجزء من المدينة للاحتفال بأصولها بعد التجديدات الشاملة. ثمة العديد من الأماكن في جميع أنحاء العالم يشار إليها باسم المدينة القديمة (وهذا يفسر أحيانًا على أنه اسم علم ومكتوب بحروف كبيرة). هذه قائمة ببعض المدن القديمة الشهيرة في العالم العربي:

### الجزائر
- قصبة الجزائر

### مصر
- قاهرة المعز
- رشيد
- دير القديسة كاترين في سيناء

### المغرب
- مكناس
- الصويرة
- فاس البالي
- مراكش
- تطوان
- الجديدة
- الرباط
- سلا

### تونس
- القيروان القديمة
- مدينة سوسة العتيقة
- مدينة تونس العتيقة في تونس

### سوريا
- مدينة دمشق القديمة
- حلب القديمة

### فلسطين
- البلدة القديمة في القدس
- عكا
- بئر السبع
- حيفا
- يافا
- الناصرة
- بيت لحم
- الرملة
- البلدة القديمة في الخليل
- نابلس
- طبريا
- صفد
- اللد

### لبنان
- جبيل
- صيدا
- طرابلس
- صور
- وسط بيروت
- البترون
- دير القمر
- راشيا

### المملكة العربية السعودية
- الدرعية في الرياض

### اليمن
- مدينة صنعاء القديمة
- شبام
- زبيد